# Ussuriana semiakio
Ussuriana semiakio är en fjärilsart som beskrevs av Siuiti Murayama 1964. Ussuriana semiakio ingår i släktet Ussuriana och familjen juvelvingar. Inga underarter finns listade i Catalogue of Life.